# Air Europe

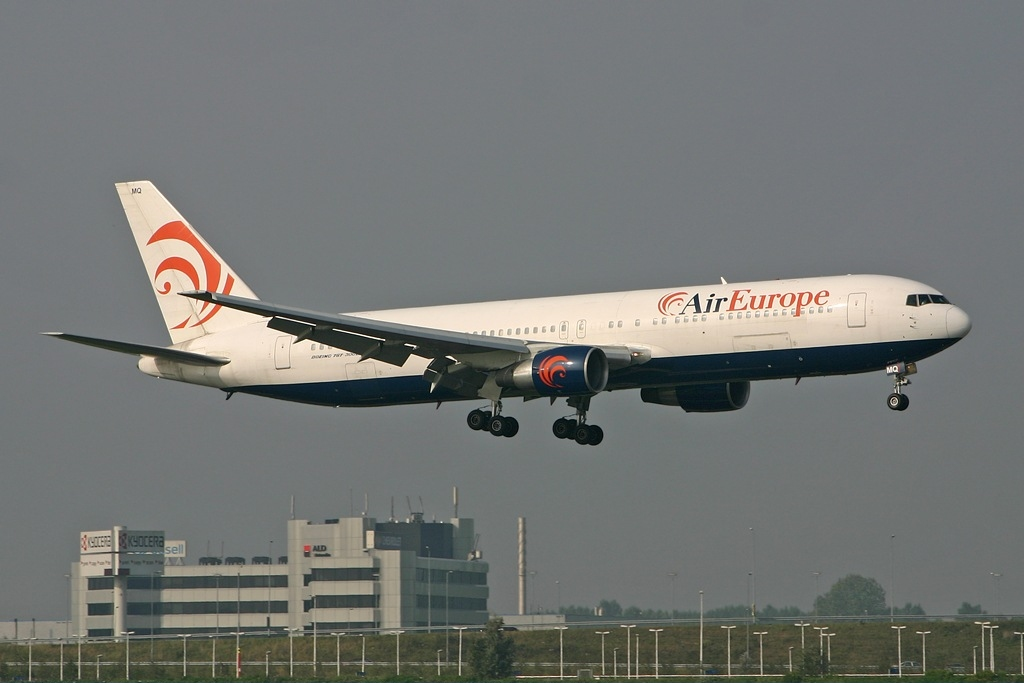
Il Boeing 767-3Q8(ER) immatricolato I-VIMQ.

La rete delle destinazioni di Air Europe e Volare.web nel 2005.

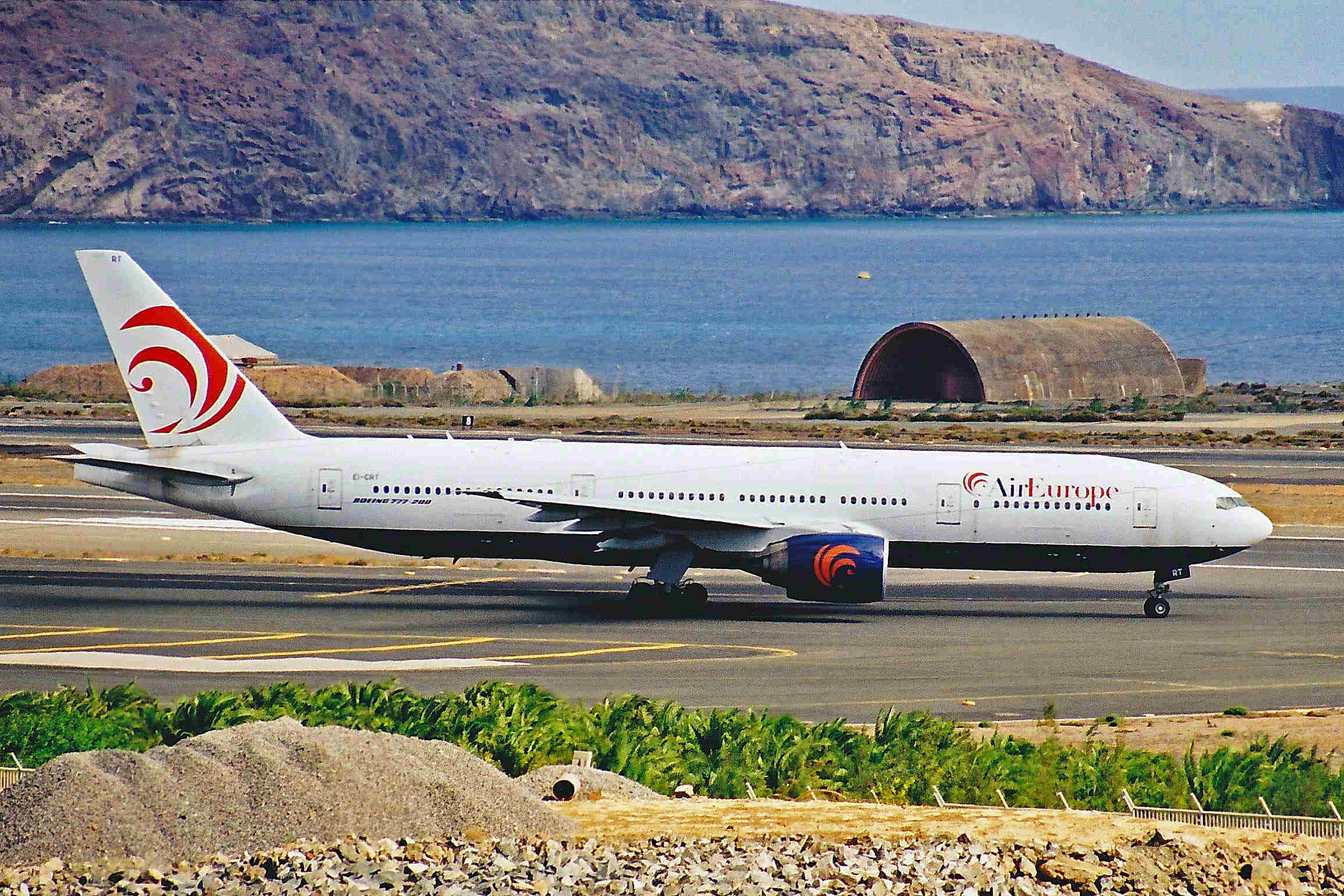
Un Boeing 777-200 di Air Europe.

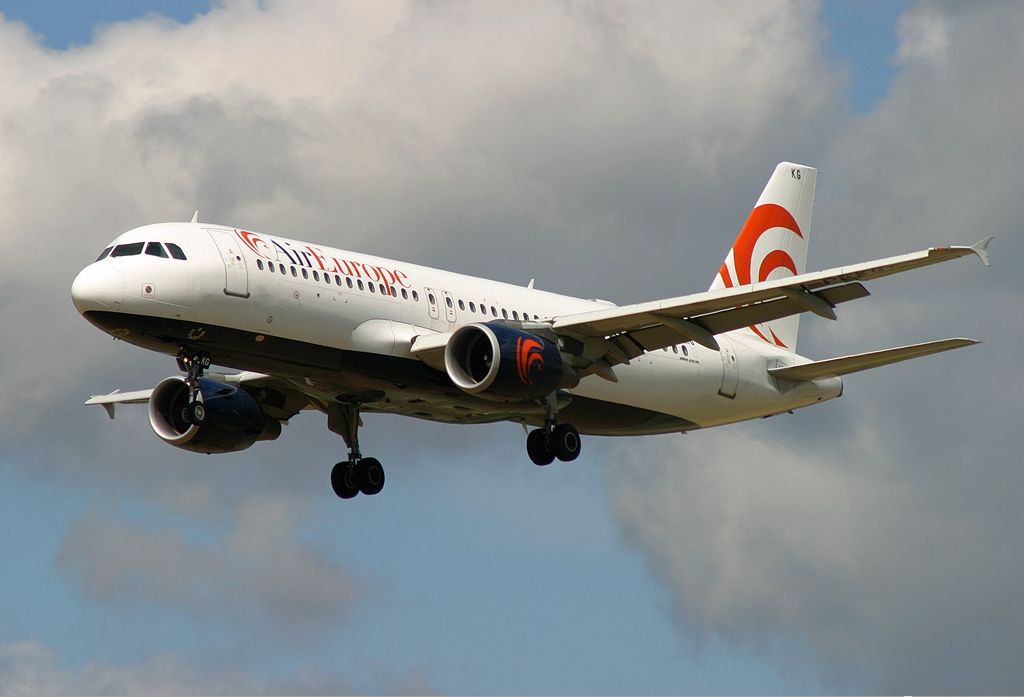
Un Airbus A320 di Air Europe in fase di atterraggio.

Air Europe Italy era una compagnia aerea charter italiana con sede all'aeroporto di Milano Malpensa, faceva parte del gruppo Alitalia. Air Europe Italy fu la prima compagnia aerea charter italiana a lungo raggio, mettendo in servizio Boeing 757, Boeing 767 e Boeing 777.

## Storia
Air Europe fu fondata nel giugno 1989 nell'ambito del gruppo Airlines of Europe basato nel Regno Unito e le operazioni iniziarono dalla base di armamento presso l'aeroporto di Milano-Malpensa il 19 dicembre 1989. Nel 1991 divenne indipendente e di proprietà completamente italiana (come S.p.A.) quando le operazioni della capofila Air Europe UK cessarono nel marzo dello stesso anno, appena dopo lo scoppio della Prima Guerra del Golfo.
In contrasto con il declino di Air Europe UK, Air Europe S.p.A. incrementò il proprio fatturato ed il numero di voli. Fu la prima compagnia aerea italiana ad introdurre la classe affari sui voli charter e a mettere in servizio i velivoli Boeing 757 e Boeing 767 fino ad arrivare ad effettuare voli di linea nazionali a partire dal 1997 con aeromobili Airbus A320: da Milano-Malpensa per Catania, Lamezia Terme, Napoli e Palermo. Fu inoltre il cliente di lancio in Italia del nuovo Boeing 777. Il 18 dicembre 1997 inaugurò il suo primo volo di linea per L'Avana, a Cuba, e in seguito quello per le Mauritius.
Nel 2000 fu accorpata a Volare Airlines che aveva creato la finanziaria Gruppo Volare per coordinare meglio tutte le attività.
Malauguratamente il Gruppo Volare entrò in amministrazione straordinaria nel 2004 e fu ammesso alla procedura di Amministrazione Straordinaria delle Grandi Imprese in Stato di Insolvenza. Nel 2006 l'intero complesso fu acquisito dal Gruppo Alitalia che unificò le due compagnie Volare Airlines ed Air Europe sotto un unico disciplinare (C.O.A.) dal gennaio 2008.
La rinnovata Volare S.p.A. operava con i due marchi Volareweb.com nel settore del low cost ed Air Europe in quello del charter, prevalentemente a lungo raggio.
Fino a dicembre 2008 la flotta Air Europe era composta da un Boeing 767-300ER che operava da Milano-Malpensa per le principali località turistiche dei Caraibi e dell'Oceano Indiano.
Poco dopo, anche Volare S.p.A. entrò in Amministrazione Straordinaria.
Il 13 gennaio 2009 la nuova Alitalia-CAI acquistò gli assets e il Certificato di Operatore Aereo di Volare S.p.A. in Amministrazione Straordinaria, tramite CAI-Second S.p.A., poi chiusa a sua volta l'11 febbraio 2015.
Volare cessò in tale data di operare voli con proprio personale e livrea. L'ultimo volo come Air Europe fu operato il 12 dicembre del 2008.

## Flotta
I-VIMQ Questo aeromobile (che aveva operato anche con le marche EI-CMQ, I-AIMQ e I-PIMQ e noto familiarmente tra i dipendenti della compagnia come MIKE-QUEBEC) è stato l'ultimo aereo della flotta ed è stato restituito alla società di leasing aeronautico a metà dicembre 2008.
Boeing 777
- Boeing 777-2Q8(ER) EI-CRS il primo 777 appartenuto ad un operatore italiano. Ultimo utilizzatore: Orenair. Demolito ad aprile 2019 a Goodyear, in Arizona.
- Boeing 777-2Q8(ER) EI-CRT.  Ultimo utilizzatore: Rossiya. Demolito a maggio 2018 a Goodyear, in Arizona.
- Boeing 767-3Q8(ER) EI-CIY Ultimo utilizzatore: El Al. Demolito a Roswell, in New Nexico.
- Boeing 767-352(ER) EI-CLS Ultimo utilizzatore: El Al. Demolito a Roswell, in New Nexico.
- Boeing 767-3Y0(ER) EI-CLR adesso vola per Azur Air.
- Boeing 767-3Q8(ER) EI-CNS ritirato dal servizio dopo un contatto a terra a Tel Aviv il 28 marzo 2018 mentre era in flotta a El Al.
- Boeing 767-35D(ER) SP-LPA, aggiornato con cabina VIP per 96 passeggeri, adesso vola per Aeronexus Corporation.
- Boeing 767-383(ER) I-AEJB convertito in Cargo ad ottobre 2010, vola per ABX Air.
- Boeing 767-35H(ER) oggi è nella disponibilità del locatore Avolon.

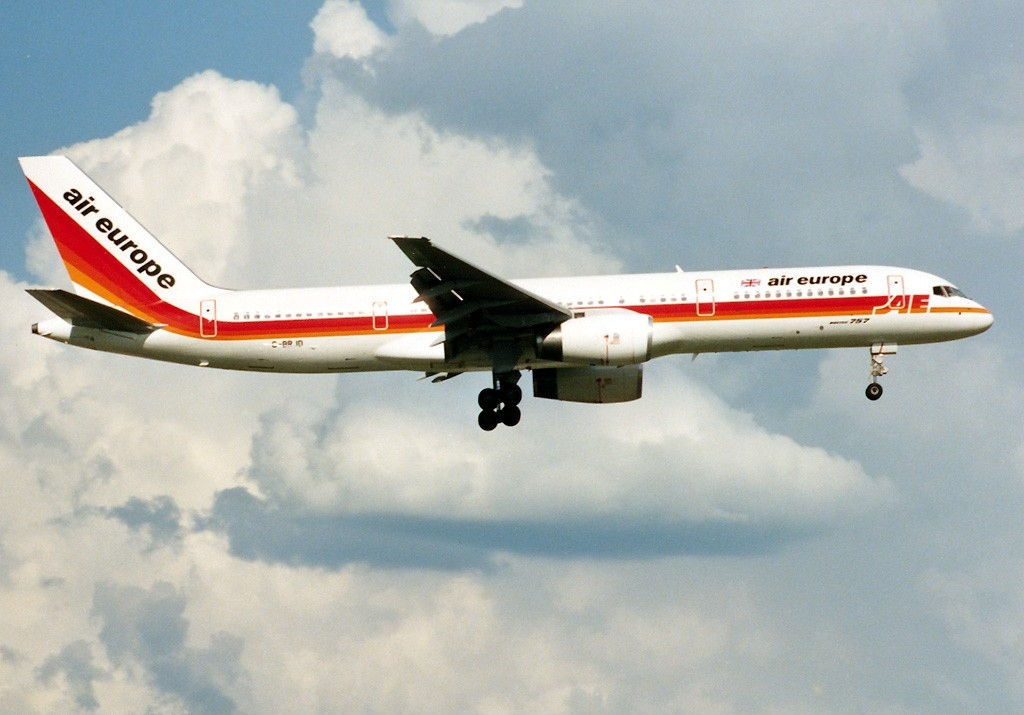
Uno dei tre Boeing 757 utilizzati da Air Europe.

- Uno dei tre Boeing 757 utilizzati da Air Europe.Boeing 767-35H(ER) EI-CJA che ha volato anche con le marche I-AEJD e S7-AAQ, oggi è nella disponibilità del locatore Avolon.
- Boeing 767-35H(ER) EI-CJB convertito in Cargo a marzo 2023, è in deposito a Wilmington e dovrebbe entrare nella flotta Sky Taxi
- Boeing 767-383(ER) I-AEJC Ultimo utilizzatore: Business Air. Dal 29 gennaio 2015 è in deposito a Hondo South Texas Regional.
- Boeing 767-319(ER) SP-LPF Ultimo utilizzatore: Fly Giamaica. In vendita.
- Boeing 767-383(ER) EI-CPV adesso vola per Atlas Air.

Boeing 757
- Boeing 757-236 I-AEJA convertito in Cargo a luglio 2012, vola per FedEx.
- Boeing 757-236 I-BRJF convertito in Cargo, vola per FedEx.
- Boeing 757-2Q8 OH-LBT Ultimo utilizzatore: Aer Lingus. Dal 23 gennaio 2020 è in deposito al Marana Pinal Air Park, in Arizona.

McDonnell Douglas DC-10
- DC-10-30 OO-JOT usato per breve periodo nel 1996 è stato il 63º esemplare costruito, ha volato prima per UTA, poi per Continental, ed è stato smantellato nel 2006 nel Deserto del Mojave.
- Airbus A320-211 EI-CTD adesso vola per Dombassaero.
- Airbus A320-212 F-GLGM adesso vola per Air France.
- Airbus A320-212 F-GLGN adesso vola per Freebird Airlines.
- Airbus A320-232 F-OHCX adesso vola per Avion Express.
- Airbus A320-232 F-OHCY accantonato al Marana Pinal Air Park.
- Airbus A320-214 I-PEKA adesso vola per Interjet.
- Airbus A320-214 I-PEKC adesso vola per Interjet.
- Airbus A320-214 I-PEKD adesso vola per Interjet.
- Airbus A320-214 I-PEKG adesso vola per Interjet.
- Airbus A320-214 I-PEKH adesso vola per Interjet.
- Airbus A320-214 I-PEKI adesso vola per Interjet.
- Airbus A320-214 I-PEKL adesso vola per Interjet.

Elenco aggiornato a settembre 2023.